# Clesthentia
Genre
Clesthentia est un genre d'insectes diptères de la famille des Apsilocephalidae.

## Liste d'espèces
Selon Catalogue of Life (31 mars 2019) :
- Clesthentia aberrans White, 1914
- Clesthentia crassioccipitis Nagatomi, 1991